# Gunther Pohl
Gunther Pohl (* 12. September 1941 in Oppeln, Oberschlesien) ist ein deutscher Flötist und Professor für Flöte.

## Biographie
Gunther Pohl wuchs in Bonn auf und studierte bei Hans-Peter Schmitz an der Nordwestdeutschen Musikakademie Detmold sowie als Stipendiat des DAAD bei Gaston Crunelle am Conservatoire National Supérieur de Musique Paris. Er ist Preisträger verschiedener Wettbewerbe, unter anderem des Wettbewerbs der Staatlichen Musikhochschulen der BRD (erster Preis, 1967), des „Podiums Junger Solisten: Bundesauswahl Konzerte Junger Künstler“ des Deutschen Musikrats (1968 und 1969), des Internationalen Friedrich-Kuhlau-Wettbewerbs (zweiter Preis, 1970) und des XIX. Internationalen Musikwettbewerbs der ARD (dritter Preis, 1970).
Im Anschluss an verschiedene Positionen als Soloflötist, unter anderem beim NDR Sinfonieorchester, war er von 1973 bis 2006 Soloflötist der Bamberger Symphoniker. Zwischen 1976 und 1985 wirkte er zudem als Soloflötist beim Bach-Collegium Stuttgart.
Von 1971 bis 1991 war Gunther Pohl Honorarprofessor für Flöte und Kammermusik an der Musikhochschule Lübeck, ab 1997 war er als Dozent an der Hochschule für Musik Nürnberg-Augsburg tätig. Dieselbe Hochschule berief ihn 2001 auf eine Professur für Flöte. Von 2006 bis 2011 unterrichtete er an der Hochschule für Musik Carl Maria von Weber Dresden. Ab 1974 gab er Meisterkurse, unter anderem in Deutschland, Japan, Korea und Südamerika. Seine Schüler spielen in deutschen und internationalen Orchestern und unterrichten an Musikschulen und Musikhochschulen. Von 2012 bis 2024 war Gunther Pohl künstlerischer Leiter des Kammerorchesters Collegium Musicum Bamberg.
Gunther Pohl machte Rundfunk-, Schallplatten- und CD-Aufnahmen. Mit verschiedenen Kammermusikensembles reiste er durch Europa, Asien und Südamerika. Als Solist spielte er unter der Leitung von Herbert Blomstedt, Eugen Jochum, Rafael Kubelík, Helmuth Rilling, Horst Stein und anderen.

## Diskographie
- 1973: Franz Schubert, Introduktion und Variationen für Flöte und Klavier über „Trockne Blumen“ aus „Die schöne Müllerin“ D 802 – op. post. 160; Ferdinand Ries, Sonate Es-Dur für Flöte und Klavier op. 169; mit Wilfried Kassebaum, Klavier[5]
- 1975: Johann Sebastian Bach, Sechs Sonaten für Flöte und obligates Cembalo nach BWV 525 - 530 (Triosonaten für Orgel); mit Waldemar Döling, Cembalo
- 1976: Flötenmusik des 18. Jahrhunderts (Marin Marais, Antonio Vivaldi, Johann Sebastian Bach, Jean Philippe Rameau); mit Konrad Haesler, Violoncello, und Waldemar Döling, Cembalo (TRIO QUANTZ)
- 1977: Carl Maria von Weber, Trio g-Moll op. 63 für Flöte, Violoncello und Klavier; Friedrich Kuhlau, Introduktion und Variationen op. 63. für Flöte und Klavier; Friedrich Kuhlau, Fantasie D-Dur für Flöte solo; mit Konrad Haesler, Violoncello, und Wilfried Kassebaum, Klavier[6]
- 1979: Französische Flötenmusik des 20. Jahrhunderts (Albert Roussel, Henri Dutilleux, Jacques Ibert, André Jolivet); mit Wilfried Kassebaum, Klavier[7]
- 1982: André Jolivet, Alla rustica; Jean-Michel Damase, Sonate; Friedrich Kuhlau, Divertissement cis-Moll op. 68 Nr. 6; Louis Spohr, Sonate c-moll; mit Clifford Lantaff, Harfe[8]
- 1986: Johannes Brahms, Serenade Nr. 2 A-Dur op. 16; Richard Wagner, Siegfried-Idyll; mit dem Linos-Ensemble
- 1990: Antonio Salieri, Konzert C-Dur für Flöte, Oboe und Orchester u. a.; mit dem Lukas-Consort/Viktor Lukas
- 1995: Johann Sebastian Bach, Konzert a-Moll für Cembalo, Flöte und Violine, BWV 1044 und andere Konzerte; mit dem Lukas-Consort/Viktor Lukas
- 2003: Carl Maria von Weber, Trio g-Moll op. 63 für Flöte, Violoncello und Klavier; Friedrich Kuhlau, Introduktion und Variationen op. 63. für Flöte und Klavier; Friedrich Kuhlau, Fantasie D-Dur für Flöte solo; Ferdinand Ries, Sonate Es-Dur für Flöte und Klavier op. 169; mit Konrad Haesler, Violoncello, und Wilfried Kassebaum, Klavier[9]

## Schriften
- Hans-Peter Schmitz als Flötenlehrer an der Musikakademie Detmold, in: Hochschule der Künste Berlin (Hg.): Hans-Peter Schmitz. Festschrift aus Anlass der Emeritierung von Prof. Dr. Hans-Peter Schmitz, Berlin, 1982, o. S.
- Gastkommentar, in: Clarino Print, Nr. 12/2004, S. 12.
- W. A. Mozarts Andante C-Dur. Welche Ausgaben sind zu empfehlen?, in: Flöte akutell, Nr. 3/2009, S. 43–46.[10]
- Debussys 'Syrinx'. Welche Ausgaben sind zu empfehlen?, in: Flöte aktuell, Nr. 4/2009, S. 44–47.[10]
- Orchesterbesetzung (mit Torge Lars Rosenburg), in: András Adorján und Lenz Meierott (Hg.): Lexikon der Flöte, S. 567–569.
- Orchesterstellen (mit Torge Lars Rosenburg), in: András Adorján und Lenz Meierott (Hg.): Lexikon der Flöte, S. 569.
- Probespiel (mit Torge Lars Rosenburg), in: András Adorján und Lenz Meierott (Hg.): Lexikon der Flöte, S. 608-611.
- Wettbewerbe (mit Torge Lars Rosenburg), in: András Adorján und Lenz Meierott (Hg.): Lexikon der Flöte, S. 833-836.
- Franz Schuberts Variationen über 'Trockne Blumen'. Welche Ausgaben sind zu empfehlen?, in: Flöte aktuell, Nr. 1/2010, S. 46–49.[10]
- C. Ph. E. Bachs Sonate für Flöte solo. Welche Ausgaben sind zu empfehlen?, in: Flöte aktuell, Nr. 2/2010, S. 50–53.[10]
- Johann Sebastian Bachs Flötensonaten. Welche Ausgaben sind zu empfehlen?", in: Flöte aktuell, Nr. 4/2010, S. 52–56.[10]
- Carl Reineckes ‚Undine’-Sonate. Welche Ausgaben sind zu empfehlen?, in: Flöte aktuell, Nr. 2/2011, S. 50–53.[10]